# Dilated Peoples
 Der er for få eller ingen kildehenvisninger i denne artikel, hvilket er et problem. Du kan hjælpe ved at angive troværdige kilder til de påstande, som fremføres i artiklen.

Dilated Peoples er en undergrundsrap-gruppe. Gruppen har haft flere store hits. Eksempelvis nåede Dialated Peoples toppen af UK Singles Chart med sangene  This Way, sammen med Kanye West, og Worst comes to worst.  Gruppen består af DJ Babu (der også er medlem af Beat Junkies), Evidence og Rakaa, som fandt sammen i 1992 og udgav 2 album, Third Degree og Work The Angles. De skrev senere kontrakt med Capital Records og udgav The Platform i 2000. Albummet blev meget positivt modtaget og gruppen har senere udgivet flere album på  samme selskab.
Dialated Peoples spillede på Arena scenen på Roskilde festival i år (2014).

## Diskografi
- The Platform (2000)
- Expansion Team (2001)
- Neighborhood Watch (2004)
- 20/20 (2006)
- Directors of Photography (2014)